# Renato Zanelli
Renato Zanelli Morales (Almendral, Región de Valparaíso, 1 de abril de 1892 - Santiago de Chile, 25 de marzo de 1935), fue un barítono tenor chileno.

## Biografía
Nació en Almendral, Los Andes, Región de Valparaíso, 1 de abril de 1892. Su padre era el italiano Ottorino Zanelli Ferro y su madre chilena Margarita Morales Espinoza. En 1894 fue llevado a Europa y educado en Suiza e Italia. Regresó a Chile en 1911 para trabajar en la oficina de la fábrica de salitre de su padre en Valparaíso. Su voz fue descubierta en una fiesta social por Angelo Querzé, en el tenor italiano que había cantado en Chile en 1894 en el estreno local de "Otello".
Estudió en Santiago con Angelo Querze, haciendo su debut allí como barítono en 1916, como Valentín. Más tarde cantó papeles tan importantes como Tonio, de Luna y Renato.
Zanelli luego se fue a Italia con Dante Lari y Fernando Tanara en Milán. Su primera aparición como tenor ocurrió en 1924 en el Teatro San Carlo de Nápoles, como Raoul. Continuó cantando en Italia y Sudamérica en papeles tan diversos como Pollione, Don José, Andrea Chénier, Canio, Tristan y Siegmund.
Cantó su primer Otello en Turín en 1926, que es su primer papel en la Royal Opera House de Londres. Su interpretación de Otello es notable por la intensidad de su dramática expresión. Participó en la primera actuación, en 1930, del Lo straniero de Pizzetti en el Teatro dell'Opera di Roma.
Zanelli murió el 25 de marzo de 1935 en Santiago de Chile después de luchar contra el cáncer.